# Adrianna Górska de Montaut
Adrianna Górska de Montaut, znana także jako Adrienne Gorska de Montaut (ur. 1899 w Moskwie, zm. 1969 w Beaulieu-sur-Mer) – francuska architektka polskiego pochodzenia, dekoratorka wnętrz i projektantka mebli. Siostra malarki Tamary Łempickiej.

## Życiorys
Urodziła się w 1899 r. w Moskwie jako Adrianna Gurwik-Górska. Była siostrą Tamary Łempickiej, córką adwokata Borysa Gurwik-Górskiego, rosyjskiego Żyda i Malwiny z domu Dekler, pochodzącej z zamożnej i wpływowej polskiej rodziny.
W 1919 r. razem z rodzicami wyjechała do Paryża, gdzie rozpoczęła studia w École Speciale d’Architecture (ESA) – szkole prywatnej, jednej z pierwszych, do której przyjmowane były kobiety i w której kładziono nacisk na bardziej techniczne i inżynieryjne aspekty projektowania. Studia ukończyła w 1922 r., była wtedy jedną z niewielu kobiet posiadających dyplom architekta. W tym samym roku zaprezentowała na Salonie Jesiennym swój projekt poświęcony sklepowi z fortepianami „Gaveu”.
Jedną z jej pierwszych prac po uzyskaniu dyplomu było zaprojektowanie paryskiego mieszkania i pracowni Tamary Łempickiej, położonego przy Rue de Mechain. Pod koniec lat 20. współpracowała także z polską artystką i dekoratorką wnętrz Sarą Lipską nad projektem renowacji domu Barbary Harrison w Rambouillet. Projektantki przekształciły stodołę w pomieszczenie jadalne, a łazienkę wykończyły mozaiką w kolorze złotym, żółtym i pomarańczowym.
Zaprojektowany przez nią w 1931 r. budynek mieszkalny przy Rue de Pinel w Neuilly zwrócił uwagę architektów Roberta Malleta-Stevensa oraz Rene Herbsta, którzy zaprosili Górską do udziału w sekcji architektonicznej trzeciej wystawy L’Union des Artistes Modernes, która odbyła się w 1932 r. W tym samym roku Górska została także członkinią Union des Artistes Modernes (UAM).
Na początku lat 30., Adrianna Górska rozpoczęła współpracę z firmą architektoniczną Molinié i Nicot, gdzie poznała architekta Pierre’a de Montauta, z którym w 1934 r. wzięła ślub. Małżonkowie zawarli kontrakt z firmą Cinéac Group na zaprojektowanie serii kin należących do tej firmy. W projektach Górskiej i de Montauta minimalistyczny projekt fasady, nawiązujący do architektury konstruktywistycznej za sprawą iluminacji ze świetlówek, skontrastowany był z kolażowym wnętrzem złożonym ze znaków graficznych i słownych oraz wykorzystującym najnowsze w tamtym czasie technologie: podświetlenia z neonów oraz drzwi na fotokomórkę.
W 1937 r. zaprojektowała pawilon na wystawę Exposition Spécialisée de 1937.
Oprócz architektki, Górska de Montaut była także projektantką wnętrz i mebli.
Latem 1939 r. razem z mężem przyjechała do Polski, gdzie mieli zaprojektować sale kinowe dla firmy Pathé Natan. W sierpniu tego samego roku, tuż przed wybuchem II wojny światowej, para powróciła do Paryża. Od tego czasu Adrianna Górska zrezygnowała z pracy architektki.

## Projekty
- renowacja domu Barbary Harrison w Rambouillet (przed 1928, razem z Sarą Lipską)
- projekt wystroju mieszkania Tamary Łempickiej, Rue de Mechain w Paryżu (1929-1931)
- budynek mieszkalny, Rue Casimir Pinel w Neuilly (1931)
- kina Cineac (lata 30. XX w., razem z Pierre’em de Montautem)
- pawilon na Exposition Internationale des Arts et Techniques dans la Vie Moderne (1937)